# 쓰디쓴 쌀
쓰디쓴 쌀(Riso Amaro, Bitter Rice)은 이탈리아에서 제작된 쥬세페 드 산티스 감독의 1948년 드라마 영화이다. 비토리오 가스만 등이 주연으로 출연하였고 디노 드 로렌티스 등이 제작에 참여하였다.
룩스 필름이 제작하였다. 쓰디쓴 쌀은 어떠한 상도 받지 못했으나 1950년 아카데미 원작상의 후보로 등재되었으며 1949년 칸 영화제에 출품되었다.

## 내용
북부 이탈리아의 쌀이 많이 나는 곳으로 시집간 망가노(망가노)는 자기 친구 가운데서 보석 도둑인 왈데르(비토리오 가스만)에게 정부(情婦)로 프란체스카라는 여인이 있음을 안다. 왈데르는 목걸이를 미끼로 망가노를 친구들 사이로 끌어들여, 미곡창고의 쌀을 훔치기 위하여 논에다 물을 범람시키려 한다. 그러나 망가노는 목걸이가 가짜라는 것을 알고서 왈데르를 죽이고 자기도 자살한다. 그녀의 애인인 마르코(발로네)를 비롯한 여자들이 쌀을 그녀의 시체에 덮으면서 조상한다.

## 감상
1947년의 <황야의 포옹>에서 사회문제를 네오 리얼리즘적으로 묘사한 바 있던 데 산티스가 이탈리아의 지방색을 살리면서 계절 노동자의 현실을 잡아, 여기에 오락적인 연애 이야기를 삽입했다. 네오 리얼리즘이 전쟁·전후의 테마 속에서 새로이 전개된 초기의 대표작이다. 특히 망가노의 매력을 살려 전후의 이탈리아 여자 배우의 형을 만들어 냈다. 데 산티스는 그 후에 <올리브의 밑에 평화가 없다>(1905) <연애시대>(1955) 같은 작품을 계속해서 발표하고 있다.

## 출연

### 주연
- 비토리오 가스만
- 도리스 다울링
- 실바나 망가노

### 조연
- 라프 발론체코 리송